# Albert Collon
Albert Collon was een Belgisch ijshockeyer.

## Levensloop
Collon maakte deel uit van het Belgisch team dat op het Europees kampioenschap van 1927 zilver behaalde. Daarnaast nam hij deel aan de Europese kampioenschappen van 1926 en 1929 en het wereldkampioenschap van 1930. Ook maakte hij deel uit van de Belgische ploeg op de Olympische Winterspelen van 1928 te Sankt Moritz.
Op clubniveau was Collon actief bij Le Puck d’Anvers en vervolgens bij de Cercle des Patineurs Anversois. Hij zette zijn sportieve activiteiten stop in 1932.